# Skylar Stecker
Skylar Stecker (Tampa, Florida, Estados Unidos, 24 de abril de 2002) es una cantante y actriz estadounidense.

## Carrera
La carrera de Skylar comenzó a tomar forma cuando se presentó en 2012 en el International Modeling & Talent Association Awards en Los Ángeles, donde fue galardonada con el premio a la mejor cantante y el más buscado después de talento. En 2012, había cantado el himno nacional en Wisconsin Badgers, New Orleans Saints, UCLA y Green Bay Packers. Ha interpretado el Himno Nacional más de cien veces. Ella actuó en el escenario junto a MattyBRaps. En agosto de 2013, comenzó activamente la grabación y la publicación de vídeos de tapa en su canal de YouTube. En el otoño de 2013, Skylar tuvo un papel protagonista invitada en la comedia de ABC Super Fun Night protagonizada por Rebel Wilson. Su primer álbum de estudio fue lanzado el 25 de septiembre de 2015, con los sencillos "Rooftop", "Rascal", "What's Up", "Crazy Beautiful" que fueron lanzados en 2015. Fue uno de los álbumes más esperados del cuarto trimestre de 2015.
"Rooftop" debutó en la lista de canciones de Dance Club en el número 45 el 13 de junio de 2015. Alcanzó el puesto número 11 el 25 de julio de 2015. Apareció también en 2015 Holiday Music Special.Lanzó otra versión de su álbum "This Is Me" en junio de 2016, titulando "This Is Me: Signature Version". En septiembre de 2016, su portada de Sweet Dreams con JX Riders alcanzó el primer puesto en el chart de Dance Club Songs.

## Influencia
Sus principales influencias son Bruno Mars, Beyoncé, Christina Aguilera y Alicia Keys.

## Vida personal
Nacida en Tampa, Florida, Stecker es la hija de Aaron Stecker y Kara Hendricks. Tiene un hermano, Dorsett. Ella fue criada en Wisconsin. Ella ha sido vegetariana durante 5 años y vegana desde enero de 2015. Actualmente reside en Irvine, California.

## Discografía

### Álbumes de estudio
| Esto Soy                                                                            | - Fecha de lanzamiento: 25 de septiembre de 2015 - Formatos: CD, descarga digital - Sello: Cherrytree Records Interscope | 4 Track listing1. "That’s What’s Up" 2. "You Got The Golden Touch” 3. "That’s Love" 4. "Crazy Beautiful" 5. "Bring Me To Life" 6. "Rooftop " 7. "Not Afraid of Love" |
| "-" denota los lanzamientos que no trazaron o no fueron lanzados en ese territorio. | | |

### EPs
| Título      | EP Detalles                                                                                     | Notas |
| ----------- | ----------------------------------------------------------------------------------------------- | --- |
| Firecracker | - Fecha de lanzamiento: 27 de enero de 2015 - Formatos: descarga Digital - Sello: Independiente | Track listing1. "Rooftop" 2. " Firecracker " 3. "Hey" 4. "Rascal " 5. "Stand in My Way" 6. "Fly " 7. "Save Me Now" |

### Singles

#### Como artista principal
| Título                                             | Año  | Gráfico máximas posiciones | Gráfico máximas posiciones | Gráfico máximas posiciones | Álbum       |
| Título                                             | Año  | EE.UU.                     | US Dance                   | USDance/Elec               | Álbum       |
| -------------------------------------------------- | ---- | -------------------------- | -------------------------- | -------------------------- | ----------- |
| "Little Bit Too Much"                              | 2013 | —                          | —                          | —                          |             |
| "Hey"                                              | 2015 | —                          | —                          | —                          | Firecracker |
| "Rooftop"                                          | 2015 | —                          | 11                         | —                          | This is Me  |
| "Rascal"                                           | 2015 | —                          | —                          | —                          | This is Me  |
| "That's What's Up"                                 | 2015 | —                          | —                          | —                          | This is Me  |
| "Crazy Beautiful"                                  | 2015 | —                          | 14                         | —                          | This is Me  |
| "Bring Me to Life"(Con Kalin and Myles)            | 2016 | —                          | —                          | —                          | This is Me  |
| "Let It Show"                                      | 2016 | —                          | —                          | —                          |             |
| "Sweet Dreams" (cover)(JX Riders y Skylar Stecker) | 2016 | —                          | 1                          | 29                         |             |

#### Como artista destacada
| Título                                                             | Año  | Álbum |
| ------------------------------------------------------------------ | ---- | ----- |
| "Stereo Hearts" (cover) (MattyB (MattyB featuring Skylar Stecker)) | 2013 |       |
| "The Monster" (cover) (MattyB con Skylar Stecker)                  | 2013 |       |
| "Shake It Off" (cover) (MattyB con Skylar Stecker)                 | 2014 |       |
| "Star Darlings 'Wish Now' (Skylar Stecker Remix)                   | 2016 |       |

## Filmografía

### Televisión
| Año  | Título                | Función    | Notas       |
| ---- | --------------------- | ---------- | ----------- |
| 2013 | Super Fun Night       | Brittany   | 1 episodio  |
| 2013 | Mahomie Madness       | Ella misma | 1 episodio  |
| 2014 | Vevo Idol Insider     | Ella misma | 1 programa  |
| 2015 | Austin & Ally         | Ridley     | 2 episodios |
| 2015 | Holiday Music Special | Ella misma |             |

## Anuncios de televisión

### Intérprete de canciones en publicidad
| Año  | Publicidad                   | Canción           |
| ---- | ---------------------------- | ----------------- |
| 2016 | Target Cat & Jack            | "Unscripted"      |
| 2016 | Target Cat & Jack            | "Bratz What's Up" |
| 2015 | Bratz Selfie Snaps           | "Bratz What's Up" |
| 2015 | Bratz Hello My Name is Bratz | "Bratz What's Up" |
| 2015 | Bratz                        | "Bratz What's Up" |

## Premios y nominaciones
| Año  | Premio                                        | Categoría                                | Trabajo    | Resultado | ref           |
| ---- | --------------------------------------------- | ---------------------------------------- | ---------- | --------- | ------------- |
| 2012 | International Modeling and Talent Association | Most Sought After Talent                 | Ella misma | Ganador   | [ 19 ] [ 20 ] |
| 2015 | Premios Libby                                 | Best Use of Internet Stardom for Animals | Ella misma | Ganador   | [ 21 ]        |